# شامب كلارك
شامب كلارك هو محامي وسياسي أمريكي، ولد في 7 مارس 1850 في لورنس في الولايات المتحدة، وتوفي في 2 مارس 1921 في واشنطن العاصمة في الولايات المتحدة. نشط حزبياً في الحزب الديمقراطي. وقد انتخب الناطق باسم مجلس النواب الأمريكي (4 أبريل 1911 – 4 مارس 1919) وانتخب عضو مجلس النواب الأمريكي ‏ (4 مارس 1893 – 3 مارس 1895).

## وصلات خارجية
- شامب كلارك على موقع الموسوعة البريطانية (الإنجليزية)
- شامب كلارك على موقع إن إن دي بي (الإنجليزية)